# Epistratege
Epistratege (gr. ἐπιστράτηγος, epistrátegos) war der Amtstitel verschiedener Befehlshaber in den hellenistischen Staaten. Genauere Informationen liegen nur für das ptolemäische Ägypten vor, wo das Amt des Epistrategen unter König Ptolemaios V. eingeführt wurde. Der Epistratege verband in seiner Hand dort militärische, zivile und juristische Kompetenzen. Ihm waren mehrere Strategen und somit mehrere Gaue unterstellt. Besonders häufig sind Epistrategen für die Thebais belegt. In römischer Zeit wurden die zuvor großen Epistrategien in drei bis vier kleinere unterteilt. Ein römischer Epistratege verwaltete das Nildelta, ein weiterer die Heptanomia und der dritte Oberägypten. Die römischen Epistrategen entstammten in der Regel dem Ritterstand.